# 寺寨乡
寺寨乡，是中华人民共和国青海省西宁市湟源县下辖的一个乡镇级行政单位。

## 行政区划
寺寨乡下辖以下地区：
小寺尔村、华尖村、下寨村、西扎湾村、草原村、长岭村、上寨村、簸箕湾村、乌图村、烽火村、马吉岭村、阳坡湾村和五岭村。